# Cojoba rufescens
Cojoba rufescens là một loài rau đậu thuộc họ Fabaceae.
Loài này có ở Colombia, Costa Rica, Ecuador, và Panama.